# جون روبنسون (صحفي رياضي)
جون روبنسون (بالإنجليزية: Jon Robinson)‏ هو صحفي رياضي أمريكي، ولد في 1960.